# CSRP1
CSRP1 (англ. Cysteine and glycine rich protein 1) – білок, який кодується однойменним геном, розташованим у людей на короткому плечі 1-ї хромосоми.  Довжина поліпептидного ланцюга білка становить 193 амінокислот, а молекулярна маса — 20 567.
| 10         |  | 20         |  | 30         |  | 40         |  | 50         |
| ---------- |  | ---------- |  | ---------- |  | ---------- |  | ---------- |
| MPNWGGGKKC |  | GVCQKTVYFA |  | EEVQCEGNSF |  | HKSCFLCMVC |  | KKNLDSTTVA |
| VHGEEIYCKS |  | CYGKKYGPKG |  | YGYGQGAGTL |  | STDKGESLGI |  | KHEEAPGHRP |
| TTNPNASKFA |  | QKIGGSERCP |  | RCSQAVYAAE |  | KVIGAGKSWH |  | KACFRCAKCG |
| KGLESTTLAD |  | KDGEIYCKGC |  | YAKNFGPKGF |  | GFGQGAGALV |  | HSE        |

A: Аланін

C: Цистеїн

D: Аспарагінова кислота

E: Глутамінова кислота

F: Фенілаланін

G: Гліцин

H: Гістидин

I: Ізолейцин

K: Лізин

L: Лейцин

M: Метіонін

N: Аспарагін

P: Пролін

Q: Глутамін

R: Аргінін

S: Серин

T: Треонін

V: Валін

W: Триптофан

Білок має сайт для зв'язування з іонами металів, іоном цинку. 
Локалізований у ядрі.